# 5000 Ones
5000 Ones è un singolo del DJ statunitense DJ Drama, pubblicato nel 2007 ed estratto dall'album Gangsta Grillz: The Album.
La canzone, prodotta da Jazze Pha, vede la partecipazione vocale di Nelly, T.I., Yung Joc, Willie the Kid, Young Jeezy, Twista e Diddy.

## Tracce
1. 5000 Ones (featuring Nelly, T.I., Yung Joc, Willie the Kid, Young Jeezy, Diddy & Twista) – 5:03

## Video
Il videoclip della canzone include i cameo di Jazze Pha, Swizz Beatz, Mr. Collipark, Gorilla Zoe, Jim Jones, Webbie, DJ Khaled, Project Pat, Fabolous, Raekwon, Young Dro, Freeway, Diamond, Princess, Rasheeda, Jermaine Dupri, E-40, Project Pat, The-Dream, Rick Ross, Juelz Santana, David Banner, Lil Duval e altri.